# Keïta ! L'Héritage du griot
Pour plus de détails, voir Fiche technique et Distribution.
Keïta ! L'Héritage du griot est un film franco-burkinabé réalisé par Dani Kouyaté en 1996 et sorti en France en 1997. Il relate l'histoire d'un jeune garçon, Mabo Keïta, qui fait l'école buissonnière pour écouter un vieux griot lui raconter l'épopée de Soundiata. Le film évoque également les menaces qui pèsent alors sur la tradition orale. Keïta ! L'Héritage du griot a remporté plusieurs prix dans des festivals de cinéma internationaux.

## Synopsis
Mabo Keïta, un jeune garçon, ignore l'origine de son propre nom. Un vieux griot, Djéliba, qui sait ne plus en avoir pour longtemps à vivre, tient à lui transmettre avant de mourir l'histoire de ses origines. Il commence à lui raconter l'épopée de Soundiata, basée sur la vie de Soundiata Keïta, roi de l'empire du Mandé au XIIIe siècle. En imagination, Mabo fait revivre cette époque lointaine pour laquelle il se passionne peu à peu. Il va jusqu'à faire l'école buissonnière pour pouvoir écouter la suite du récit, ce qui n'ira pas sans quelques problèmes.

## Fiche technique
- Nom : Keïta ! L'Héritage du griot
- Réalisation : Dani Kouyaté
- Scénario : Dani Kouyaté
- Image : Robert Millié
- Montage : Zoé Durouchoux
- Musique : Sotigui Kouyaté
- Son : Pierre Mertens
- Costumes et décors : Catherine Franck
- Script : Véronique Paris
- Direction de production : Claude Gilaizeau
- Studios de production : Les Productions de la Lanterne (France), Sahélis Productions (Burkina Faso)
- Distribution : Médiathèque des trois mondes (France)
- Pays :  Burkina Faso
- Langues : bambara, français
- Durée : 94 minutes[1]
- Format : 35 mm, couleur (1,66:1)
- Son : stéréo
- Dates de sortie :  France : 29 octobre 1997

## Distribution
- Mabo : Hamed Dicko
- Djéliba : Sotigui Kouyaté
- Soundiata Keïta enfant : Seydou Rouamba
- Soundiata Keïta adulte : Seydou Boro
- L'instituteur : Abdoulaye Koumboudri
- Sitan (mère de Mabo) : Claire Sanon
- Boicar (père de Mabo) : Mamadou Sarr
- Sogolon : Blandine Yaméogo
- La femme buffle : Mâ Compaoré
- Sassouma Bérété : Awa Sow
- Maghan Kon Fatta : Souleymane Koulibali
- Le maître chasseur : Adama Kouyaté

## Distinctions
En 1995, le film remporte deux prix dans des festivals de cinéma africain : le Prix Oumarou Ganda de la première œuvre au 14e Festival panafricain du cinéma et de la télévision de Ouagadougou et le Prix Jean Vast pour le cinéma au RECIDAK à Dakar au Sénégal . La même année, en Europe, il remporte le Grand Prix Cannes Junior au Festival de Cannes et le prix OCIC au Festival International du Film d'Amiens, ainsi que deux récompenses au Festival International Mannheim en Allemagne : le Grand prix du festival et le Prix œcuménique. En 1996, le film remporte le prix Telcipro au Festival du Cinéma Africain de Milan en Italie, et le Prix de la critique internationale au JCC Carthage.